# Čajevec
Čajevec (znanstveno ime Melaleuca alternifolia), tudi avstralski čajevec, beli čajevec, čajna mirta ali čajno drevo (oz. tetri po angleškem izrazu tea tree, ki je močno prisoten v oglasih in na izdelkih),  je drevo iz družine, v katero spada tudi evkaliptus in nima nič skupnega s čajnim grmom, iz katerega pridobivamo čaj. Drevo je visoko do 7 metrov in raste v Avstraliji. Eterično olje se pridobiva iz ozkih in tankih listov tega drevesa.
Že prvotni prebivalci Avstralije Aborigini so poznali antiseptične lastnosti eteričnega olja čajevca. Uporabljali so ga pri ranah, pikih insektov in kožnih okužbah. Zdravilni učinki eteričnega olja čajevca so dokaj dobro raziskani. Deluje proti bakterijam, glivicam in virusom. Zato je tudi njegova uporaba široka in ga pogosto najdemo v različnih zdravilnih in kozmetičnih izdelkih. 
Pred uporabo olja v aromaterapiji je vedno priporočljivo najprej narediti test na morebitno preobčutljivost. Olje čajevca preprečuje okužbe, vnetja, celi rane in lajša napade kašlja.
Uporablja se predvsem pri odrgninah, pikih žuželk, aknah, pri negi ustne votline, proti kašlju in prehladu, za zvišanje imunske odpornosti organizma v primeru ponavljajočih se okužb, za odpravljanje sindroma kronične utrujenosti, za glivična obolenja kože, nego žuljev, herpesa ter pri odganjanju naglavnih uši.